# Hrvoje Macanović
Hrvoje Macanović (Arbanasi, 1. lipnja 1904. – Mali Lošinj, 4. siječnja 1980.), hrvatski športaš, novinar i športski djelatnik.

## Životopis
U mladosti se bavio sportom; plivanjem, vaterpolom i nogometom. Od 1926. radio je u listu Novosti, gdje je kasnije bio i glavni urednik (od 1936. do gašenja lista 1941.), kao i na Radiju Zagreb kao urednik sporta i na Televiziji Zagreb. Tijekom Drugog svjetskog rata bio je zatvoren u Koncentracijskom logoru Mauthausen.
Jedan je od predstavnika Jugoslavije u Međunarodnom skijaškom savezu (FIS) prije II. svjetskog rata. Napisao je scenarij za film Plavi 9, prvi hrvatski športski film.
Po majčinoj strani, podrijetlom iz Malog Lošinja, ondje po njemu nosi ime gradska športska dvorana. Dobitnik je nagrade za životno djelo Hrvatskog zbora sportskih novinara 1979. godine. Preminuo je 1980. u Malom Lošinju, iz kojega je nekoliko dana prije izvijestio s novogodišnjih natjecanja u podvodnom ribolovu. Pokopan je u Zagrebu.